# Juan Marén
Juan Marén, född den 20 augusti 1971 i Santiago de Cuba, Kuba, är en kubansk brottare som tog OS-brons i fjäderviktsbrottning i den grekisk-romerska klassen 1992 i Barcelona, OS-silver i samma viktklass 1996 i Sydney och slutligen OS-silver på nytt 2000 i Sydney.  